# Whitney Point
Whitney Point – wieś w Stanach Zjednoczonych, w stanie Nowy Jork, w hrabstwie Broome.